# Brunneosphaerella protearum
Brunneosphaerella protearum är en svampart som först beskrevs av Syd. & P. Syd., och fick sitt nu gällande namn av Crous 2009. Brunneosphaerella protearum ingår i släktet Brunneosphaerella och familjen Mycosphaerellaceae.   Inga underarter finns listade i Catalogue of Life.